# دي إيماجيست
دي إيماجيست مختارات أدبية، حررها عزرا باوند ونشر في عام 1914، كانت أول مختارات ادبية من حركة التصويرية. تم نشره في مجلة ذا جليب في فبراير 1914، وفي وقت لاحق من ذلك العام ككتاب من تأليف تشارلز وألبرت بوني في نيويورك، ومكتبة هارولد مونرو للشعر في لندن.
المؤلفون الأحد عشر هم ريتشارد ألدنجتون، سكيبويث كانيل، جون كورنوس ، إتش دي، إف إس فلينت، فورد مادوكس فورد، جيمس جويس، إيمي لويل، إزرا باوند، ألين أبوارد، ويليام كارلوس ويليامز
كتب ألدنجتون فيما بعد عن العنوان: «ما اعتقد عزرا أن هذا يعنيه يظل لغزا، إلا إذا افترض أن كلمة» أنثولوجي«تسبقه. تم تسمية مختارات إيمي لويل ببعض الشعراء المتخلفين ، لذلك ربما افترضت أن عزرا اعتقد أن ديس إيماجستيس تعني» المتخيلون القليلون «. يُعزى استخدام اللغة الفرنسية لاسم هذه المجموعة الشعرية من قبل المؤلفين الإنجليز والأيرلنديين والأمريكيين إلى إعجاب باوند بعناوين اللغات الأجنبية».